# 垞城街道
垞城街道，是中华人民共和国江苏省徐州市铜山区下辖的一个乡镇级行政单位。

## 行政区划
垞城街道下辖以下地区：
垞城社区和新城社区。